# IC 1062
IC 1062 ist eine elliptische Galaxie vom Hubble-Typ E/S0 im Sternbild Bärenhüter am Nordsternhimmel. Sie ist schätzungsweise 591 Millionen Lichtjahre von der Milchstraße entfernt und hat einen Durchmesser von etwa 55.000 Lj. Die Galaxie bildet mit IC 1061 ein gravitativ gebundenes Paar.

Im selben Himmelsareal befinden sich u. a. die Galaxien NGC 5760, NGC 5778, IC 4507.
Das Objekt wurde am 18. Juli 1892 von Stéphane Javelle entdeckt.